# Joe Johnson
Joe Johnson (Bradford, 29 juli 1952) is een Engels voormalig professioneel snookerspeler. Hij won het World Snooker Championship 1986, zonder daarvoor ooit een een professioneel snookertoernooi te hebben gewonnen. Johnsons profcarrière duurde van 1979 tot en met 2004 en bracht hem tot de vijfde plaats op de World Professional Billiards and Snooker Association-wereldranglijst in 1987/88. Hij maakte zijn hoogste officiële break in 1992, toen hij in één beurt 141 punten scoorde.
Johnson werd na zijn actieve carrière commentator voor Eurosport.

## Carrière

### 1986
Na het verliezen van de finale van het World Amateur Snooker Championship in 1978 werd Johnson in het daaropvolgende jaar prof. Toen hij in 1986 arriveerde op het WK had hij daarop nog nooit een wedstrijd gewonnen. Hij was toen de nummer zestien van de wereld. De bookmakers betaalden daarom 150 Engelse pond uit voor iedere pond die iemand in wilde zetten op de voorspelling dat Johnson het toernooi ging winnen.
Johnson won niettemin niet alleen zijn eerste WK-wedstrijd dat jaar, maar stootte door tot de kwartfinale. Daarin kwam hij met 9-12 achter tegen voormalig wereldkampioen Terry Griffiths, maar won hij vervolgens alsnog met 13-12. Nadat hij in de halve finale Tony Knowles met 16-8 uitschakelde, moest hij het in de finale opnemen tegen nummer één van de wereld en (destijds) drievoudig wereldkampioen Steve Davis, voor wie het bovendien zijn vijfde WK-finale in zes jaar tijd was. Nadat de eindstrijd tot 8-8 gelijk opging, nam Joe Johnson een 13-11-voorsprong om het vervolgens in 18-12 af te maken.

### 1987
Van een definitieve doorbraak was echter geen sprake. In zijn daaropvolgende jaar als regerend wereldkampioen haalde Johnson welgeteld één halve finale. Op het World Snooker Championship 1987 piekte hij niettemin opnieuw. Na het verslaan van Eugene Hughes (10-9), Murdo MacLeod (13-7), Stephen Hendry (13-12) en Neal Foulds (16-9) stond hij opnieuw in de finale. Opnieuw was Davis ook zijn tegenstander daarin. Het was daarmee de eerste keer in de WK-historie dat dezelfde twee spelers twee jaar achtereen de finale speelden (in 1992, 1993 en 1994 herhaald en overtroffen door Hendry en Jimmy White). Davis haalde ditmaal met 14-18 zijn vierde wereldtitel binnen.
Behalve zijn twee WK-finales haalde Johnson nooit een finale van een ranking-toernooi.

## Non-ranking
Hoewel Johnson behalve een halve finale-plaats op het UK Championship 1987 verder nooit meer een aansprekend resultaat haalde in een evenement in het ranking-circuit, won hij nog wel twee non-rankingtoernooien. Hij boekte in 1987 een eindzege op de Scottish Masters door in de finale met 9-7 Griffiths te verslaan. Tien jaar later won hij ten koste van opnieuw Griffiths het Seniors Pot Black-toernooi.
Joe Davis · Walter Donaldson · Fred Davis · Horace Lindrum · John Pulman · John Spencer · Ray Reardon · Alex Higgins · Terry Griffiths · Cliff Thorburn · Steve Davis · Dennis Taylor · Joe Johnson · Stephen Hendry · John Parrott · Ken Doherty · John Higgins · Mark Williams · Ronnie O'Sullivan · Peter Ebdon · Shaun Murphy · Graeme Dott · Neil Robertson · Mark Selby · Stuart Bingham · Judd Trump · Luca Brecel · Kyren Wilson · Zhao Xintong